# NGC 2997
NGC 2997 is een balkspiraalstelsel in het sterrenbeeld Luchtpomp. Het hemelobject werd op 4 maart 1793 ontdekt door de Duits-Britse astronoom William Herschel.
Tijdens de culminatie klimt NGC 2997, vanuit de Benelux gezien, tot iets minder dan 8 graden boven de zuidelijke horizon. Uiterst gunstige atmosferische condities, afwezigheid van storende lichthinder, en zicht naar het zuiden zonder in de weg zittende obstructies zijn noodzakelijk om alsnog iets van dit stelsel te zien te krijgen.

## Synoniemen
- ESO 434-35
- MCG -5-23-12
- UGCA 181
- AM 0943-305
- PGC 27978